# زمانی که بیرون تاریک است
زمانی که بیرون تاریک است، دومین آلبوم استودیویی رپر آمریکایی، جی ایزی است. قبل از انتشار اصلی، آی تیونز آلبوم را در ۲۷ نوامبر ۲۰۱۵ برای پیش فروش گذاشت و در ۴ دسامبر، به صورت رسمی منتشر شد. جی ایزی از هنرمندانی مثل بیگ شان، ای-فورتی و کیلانی در ساخت آلبوم کمک گرفت.

## تک‌آهنگ‌ها
آین آلبوم شامل سه تک‌آهنگ با نام‌های من، خودم و من، بیشتر سفارش بده  و بی مقصد رفتن است.